# Leopoldo Ramos Giménez
Leopoldo Ramos Giménez (n.14 de octubre de 1891 en Villarrica-m.5 de enero de 1988 en Asunción) fue un intelectual, periodista, poeta, escritor teatral, político y sindicalista del Paraguay. Fue uno de los fundadores del Partido Socialista Revolucionario.

## Vida
Hijo de Norberta Ramos y Eleuterio Giménez, nació el 14 de octubre de 1891 en Villarrica, del Espíritu Santo, en el Departamento de Guairá. Se casó con Ina Rolón, con quien dejó descendencia. Falleció el 5 de enero de 1988 en la capital de la República. 
Se inició en el estudio y en las letras con Manuel Ortíz Guerrero, eran compañeros; iban juntos a la escuela, sentándose en un mismo banco, también compartió con Juan Natalicio González quien sería uno de sus leales amigos. Desde una edad temprana ya se destacaba como un prometedor prosador, fue uno de los poetas doctrinarios de más noble alcurnia espiritual, con una lírica revolucionaria y uno de los primeros literarios con ideología socialista del Paraguay contemporáneo. En diversos periodos vivió en Brasil y Argentina.

## Carrera periodística y literaria
Ramos Giménez comenzó a escribir en los periódicos de su ciudad natal. Después, en 1914, envió algunas colaboraciones para la revista literaria "Crónica", unos meses después de haber aparecido en abril de 1913 en Asunción Estaba, entonces, dicha revista literaria, en los albores de su corta pero rutilante vida, que no llegó a cumplir dos años de vida. La primera colaboración traía por firma esta sigla: L. R. J. y fue publicada en la sección "Correos" de dicha revista. Se intitulaba: La cumbre del Titán. Esta es una emotiva elegía a la esquiliana trayectoria del mariscal López cuando se iniciaba tímidamente la campaña de reivindicación de su figura. 
En la prensa, Leopoldo Ramos Giménez ha dirigido varios diarios y revistas; en 1913, fundó y dirigió el quincenario Semanario "Era Nueva" y "Prometeo" que es del años siguiente, este sería uno de los varios voceros del sindicalismo en el Paraguay. .
Junto con P. Alejandro Islas fundó el semanario "Acción Paraguaya", que tuvo mucha difusión, aunque lastimosamente vivió poco tiempo y su fin principal fue la defensa de los intereses del Paraguay con motivo de la conferencia de paz cuyas deliberaciones se cumplían en aquella época, a finales de los años 20.
Durante 1925 vieron la luz pública Numancia; Patria, Paraguay y Progreso Nacional. En 1930 editó "Revista de la Sanidad Militar; Anales del Paraguay". 
En 1929 fundó los diarios "El Censor" y "La Unión", este último volvió en 1933.
En 1934 son de su creación los periódicos "Unión Nacional" y "Estrella" 
Ha fundado, en 1940, la "Compañía Editorial Paraguaya", sucesora de la "Compañía Editora Nacional", creada también por él. 

### Obras
Sus obras principales, además de la ya citada son: 
- Piras sagradas, Asunción, 1917
- Eros, Asunción, 1918
- Alas y sombras, Buenos Aires, 1919
- Cantos del solar heroico, Asunción, 1920
- Canto a las palmeras de Río de Janeiro, Río de Janeiro, 1932. Colecciones de versos.
- Tabla de sangre, libro de combate, contra el régimen de esclavitud imperante en los yerbales y obrajes del Alto Paraná, Asunción, 1919
- La bestia blanca, Asunción, 1919
- En el centenario del mariscal López, polémica histórica, San Pablo, 1927
- La yerba mate, Asunción, 1931
- El Brasil, su desarrollo económico-industrial, Río de Janeiro, 1932;
- Siembra blanca, campaña de aproximación paraguayo-brasilera, Río de Janeiro, 1932;
- El hierro y otros metales en el Paraguay.
- Historia cartográfica del Chaco, Buenos Aires, 1935,
- El Chaco Boreal en la historia y en nuestros días, Buenos Aires, 1934.

Para el teatro escribió:
- La inquisición del oro, drama en tres actos y dos cuadros estrenados en el Teatro Nacional de la Asunción, donde la idea principal era concientizar sobre los derechos de las masas obreras, fue realizada por un elenco de aficionados donde el protagonista principal fue el propio autor de la obra.

Debe agregarse a todo lo expuesto otros trabajos de índole diversa, que han visto la luz pública en la prensa de la Asunción, Buenos Aires, Montevideo y Río de Janeiro

## Trayectoria política
Fue un gran propulsor del movimiento obrero y del sindicalismo en el Paraguay. Ya que estuvo fuertemente influenciado por la vida y obras de Rafael Barret y José Guillermo Bertotto, que luego serían expresadas en sus diversas producciones periodísticas y literarias, apoyando desde aquí a las causas sociales. Así como aquellos luchó y veló por los derechos del proletariado, al cual siempre estuvo muy ligado.
Fundó el 3 de diciembre de 1914, junto con Rufino Recalde Milesi y varios más (entre estos probablemente Libre Jara), el Partido Obrero, que luego en 1918 sería renombrado Partido Socialista Revolucionario.
Debido a su razón crítica y férrea pero justificada oposición, un revólver, manejado por mano pagada, desde la oscuridad, abrió en su cuerpo de joven luchador una sangrienta herida, convirtiéndose así esta víctima en bandera de lucha social. Por suerte el atentado no fue mortal por lo que pudo ir recuperándose lentamente.
Fue también propulsor del “Centro Obrero Regional del Paraguay” junto con Rufino Recalde Milesi, Cayetano Raimundi, Ignacio Núñez Soler y muchos otros.